# Zygmunt Hempel
Zygmunt Hempel (ur. 24 grudnia 1894 w Zagórzu koło Sosnowca, zm. 5 sierpnia 1944 w Warszawie) – ziemianin, żołnierz Legionów Polskich, kawaler Orderu Virtuti Militari, oficer w stanie spoczynku Wojska Polskiego (kapitan), w czasie okupacji niemieckiej członek Służby Zwycięstwu Polski i Związku Walki Zbrojnej, współzałożyciel Konwentu Organizacji Niepodległościowych i kierownik Wydziału Wykonawczego Zarządu Głównego KON, ps. „Łukasz”, „Mecenas”, „Prątnicki”, „Walipagórek”, „Węgiel”, „Zych”.

## Młodość
Był synem Joachima Hempla, przemysłowca, działacza narodowej demokracji i senatora RP oraz Anny z Bądzyńskich. Uczęszczał do Męskiego Gimnazjum Rządowego w Kielcach, a następnie podjął studia na Akademii Rolniczej w Dublanach. W tym okresie silnie zaangażował się w działalność niepodległościową. W okresie nauki działał w takich organizacjach, jak młodzieżowy „Pet”, Zarzewie, Drużyna Strzelecka im. Dionizego Czachowskiego. Podczas studiów został także członkiem Narodowego Związku Robotniczego i tajnej Armii Polskiej. W latach 1912–1914 zakładał koła harcerskie i Drużyn Strzeleckich na obszarze Królestwa Kongresowego, przewoził z Galicji podręczniki z zakresu szkolenia wojskowego, kolportował pismo „Wici”, organizował wyjazdy do zaboru austriackiego na szkolenia militarne. Krótko przed wybuchem wojny ukończył w Dublanach kurs szkoły podchorążych Drużyn Strzeleckich.

## I wojna światowa
Po wybuchu I wojny światowej wstąpił do Legionów Polskich. Od 8 lub 10 sierpnia 1914 r. służył w Oddziale Wywiadowczym 1 Kompanii Kadrowej Józefa Piłsudskiego. 9 października tego roku dostał awans do stopnia podporucznika. Od sierpnia 1915 do lipca 1916 r. studiował na Kursach Przemysłowo-Rolniczych w Warszawie. Po ich ukończeniu powrócił do Legionów Polskich. Otrzymał przydział do 1 kompanii I batalionu 5 pułku piechoty I Brygady, w szeregach której walczył m.in. w bitwie pod Kostiuchnówką. Był jednym z reprezentantów 5 pp w radach żołnierskich, działających od jesieni 1916 r. Wiosną 1917 r. brał udział w kursie oficerskim w Ostrowi Mazowieckiej-Komorowie. W sierpniu 1917 r. został internowany po kryzysie przysięgowym. Wkrótce zbiegł z niewoli i został członkiem Polskiej Organizacji Wojskowej. W latach 1917–1918 kontynuował studia w Towarzystwie Kursów Naukowych i Szkole Głównej Gospodarstwa Wiejskiego w Warszawie.

## Lata 1918–1920
W listopadzie 1918 r. wstąpił do odrodzonego Wojska Polskiego. Został przydzielony do 35 pułku piechoty, w którym służył jako dowódca plutonu i adiutant batalionowy. 1 czerwca 1919 r. awansował do stopnia kapitana. Od 15 sierpnia 1919 r. do 1 marca 1920 r. pełnił funkcję zastępcy szefa oddziału w Oddziale II DOG Grodno. Następnie przeniesiono go do Oddziału II Naczelnego Dowództwa WP. 1 lipca 1920 r. powrócił do służby liniowej, obejmując dowództwo 1 kompanii I batalionu 1 pułku piechoty Legionów. Przejściowo od sierpnia do pocz. września pełnił także obowiązki dowódcy 5 kompanii II batalionu oraz II batalionu. Walczył m.in. pod Zwierkami, Białymstokiem, Kuźnicą Białostocką, gdzie w wyniku wypadu jego pododdział obsadził dworzec kolejowy.

## Okres międzywojenny
12 stycznia 1921 r. został urlopowany z wojska, a następnie jako oficer 7 pułku piechoty Legionów przeniesiony do rezerwy. Prowadził gospodarstwo rolne we własnym majątku ziemskim w Rożdżałowie (powiat chełmski), później w Barłominie koło Wejherowa na Pomorzu. W międzyczasie był też dyrektorem Towarzystwa Produktów Rolnych w Warszawie. W latach 1934–1935 pełnił funkcję komisarza rządowego w dobrach wilanowskich.
Był członkiem BBWR, sympatyzował politycznie z Walerym Sławkiem, ale przez cały okres międzywojenny nie udzielał się w zakresie polityki. Ponadto od poł. lat 20. działał w Związku Strzeleckim. W 1926 r. został wybrany zastępcą członka Komisji Rewizyjnej ZS, a 1931 r. sekretarzem generalnym (od 5 marca do 1 września).

## II wojna światowa
Brał udział w wojnie obronnej 1939 r. w obronie Warszawy jako adiutant dowódcy 360 pułku piechoty ppłk. Jakuba Chmury. 12 września uczestniczył w nieudanym wypadzie na Okęcie, podczas którego został ranny w głowę i stracił oko. Ogółem był czterokrotnie ranny. Przebywał następnie w Szpitalu Ujazdowskim.
W październiku 1939 r. zaangażował się w działalność konspiracyjną. Został szefem Wydziału Politycznego Komendy Okręgowej Służby Zwycięstwu Polski Warszawa-miasto, a następnie szefem Biura Informacji i Propagandy Komendy. Jednocześnie w listopadzie lub grudniu współorganizował komórkę więzienną Dowództwa Głównego SZP. Od początku 1940 r. zajmował się sprawami związanymi z głównym organem prasowym SZP, „Biuletynem Informacyjnym”, głównie jego kolportażem. Dzięki jego staraniom 6 lipca 1940 r. zaczęła działać tajna drukarnia, w której drukowano pismo, a nie powielano. Jednocześnie zaproponował Komendantowi Głównemu Związku Walki Zbrojnej, gen. Stefanowi Roweckiemu ps. „Grot”, utworzenie podziemnej struktury, która zajmowałaby się walką cywilną, ale projekt ten został odrzucony. Był też jednym z inicjatorów „małego sabotażu”. Na wiosnę 1941 r. przestał być członkiem ZWZ. Prawdopodobnie został z niego usunięty za prezentowanie poglądów piłsudczykowskich.
Latem 1941 r. założył pismo „Myśl Państwowa” (napisał większość artykułów) i rozpoczął tworzenie podziemnego ugrupowania piłsudczykowskiego. W II połowie 1941 r. bez powodzenia usiłował porozumieć się z Polską Partią Socjalistyczną-WRN (rozmowy m.in. z Zygmuntem Zarembą) i Chłopską Organizacją Wolności „Racławice”. Na początku listopada nawiązał kontakt z marszałkiem Edwardem Śmigłym-Rydzem, który powrócił do okupowanego kraju. Po śmierci marszałka toczył pertraktacje z innym przedstawicielem środowiska piłsudczykowskiego, Julianem Piaseckim, dotyczące powołania jednego, wspólnego obozu politycznego. Zakończyły się one jednak niepowodzeniem na tle stosunku do okresu lat 1926–1939 i niezgody na oparciu planowanego ugrupowania na zasadach organizacyjnych zbliżonych do przedwojennego Obozu Zjednoczenia Narodowego. Ostatecznie Z. Hempel i grupa działaczy skupionych wokół „Myśli Państwowej” 15 października 1942 r. utworzyli Konwent Organizacji Niepodległościowych. Z. Hempel został szefem Wydziału Wykonawczego Zarządu Głównego, odpowiadał też za sprawy związane z drukarniami i wydawnictwami KON. Utrzymywał ponadto kontakty z władzami Polskiego Państwa Podziemnego.
Po wybuchu powstania warszawskiego chciał dołączyć do walczących oddziałów. 2 sierpnia podczas budowy barykady na rogu ul. Zielnej został ciężko ranny. Zmarł w nocy z 4 na 5 sierpnia 1944 r. w szpitalu powstańczym przy ul. Mariańskiej. Pochowano go na cmentarzu Wolskim.
W 1918 zawarł związek małżeński z Zofią z d. Czajkowską (1893–1976), kurierką POW (pseud. „Ukrainka”) i żołnierzem Armii Krajowej (pseud. „Elżbieta”), uczestniczką Powstania Warszawskiego, odznaczoną Krzyżem Walecznych i Krzyżem Niepodległości. Miał syna  Zygmunta, żołnierza AK, tragicznym zbiegiem okoliczności rozstrzelanego przez Niemców w Szydłowcu 5 sierpnia 1944 r.
Po śmierci Zygmunte Hempla jego przyjaciele z KON napisali: „Odszedłeś od nas teraz, kiedy Cię najwięcej brak nam będzie, kiedy muszą znaleźć się w Polsce ludzie o Twoim charakterze, Twoich walorach moralnych, etycznych, Twojej odwadze cywilnej, wreszcie o zaletach Twego umysłu (...). Zginąłeś tak, jak sobie zawsze życzyłeś – śmiercią żołnierza. Lepszej śmierci nikt z nas nie pragnie. To nasza – Twoich najbliższych pociecha”. Postać Hempla wspomniał również Władysław Broniewski w napisanym 15 sierpnia 1944 r. w Jerozolimie wierszu Warszawa.

## Ordery i odznaczenia
- Krzyż Srebrny Orderu Wojskowego Virtuti Militari nr 5930 – 17 maja 1922[3]
- Krzyż Niepodległości
- Krzyż Walecznych trzykrotnie
- Odznaka „Za wierną służbę”